# Valter W. Forsblom
Valter Wilhelm Forsblom, känd som Valter W. Forsblom, född 26 januari 1888 Nystad, död 25 maj 1960 i Helsingfors, var en finländsk folklivsforskare.
Forsblom studerade under Axel Heikel, Kaarle Krohn och Uuno Sirelius och blev filosofie magister 1917. Han tjänstgjorde tidvis vid etnografiska museet vid Finlands nationalmuseum 1908–10, var lärare vid olika läroverk och rektor för Svenska samskolan i Tavastehus 1921–26 och föreståndare för Postmuseet från 1927. Under åren 1927–39 var han amanuens vid och föreståndare för Svenska litteratursällskapets folkloristiska arkiv, medlem av sällskapets folkloristiska kommission, av föreningen Brages sektion för folklivsforskning och Centralutskottet för hembygdsforskning. Från 1943 var han anställd vid post- och telegrafstyrelsen.
Som Svenska litteratursällskapets stipendiat utförde Forsblom omfattande insamlingsarbete och fotografering, bland annat angående folkligt byggnadsskick och inredning, båttyper och folkmedicin och publicerade en lång rad studier i dessa ämnen. Särskilt kan nämnas Magisk folkmedicin (rikt illustrerad, 1927), band VII:5 i serien Finlands svenska folkdiktning, Sydösterbottniska allmogebyggnader (Folkloristiska och etnografiska studier I, 1916) och Allmogebyggnader i Esse (Folkloristiska och etnografiska studier IV, 1931). Hans noggranna deskriptiva dokumentation förenades med ett jämförande typologiskt perspektiv, där kulturformernas reliktartade karaktär framhävdes.

## Fotnoter
1. 1 2  Uppslagsverket Finland, Svenska folkskolans vänner, Uppslagsverket Finland-ID: ForsblomValterUppslagsverketFinland.[källa från Wikidata]